# عباس دباغی
عباس دباغی سورکی کشتی‌گیر ایرانی است که در وزن ۵۵ کیلوگرم کشتی آزاد در مسابقات المپیک پکن شرکت کرد.
وی سابقه نایب قهرمانی جوانان جهان را دارد.
و چپ دست می‌باشد